# 柳希春
柳希春（韓語：유희춘，1513年—1577年），字仁仲，号眉巖，全罗道海南郡人，是朝鲜时代中期的文人。出自善山柳氏（善山在今龟尾市）。1538年别试文科丙科及第，历任礼曹参判、工曹参判、吏曹参判等职。著有《眉岩集》、《眉岩日记草》、《朱子语录笺解》等书。他是《漂海录》作者崔溥的外孙。他也是金安国的弟子，金安国是朝鲜名医、《东医宝鉴》作者许浚的表叔。